# Єже (Вармінсько-Мазурське воєводство)
Єже (пол. Jeże, нім. Gehsen) — село в Польщі, у гміні Піш Піського повіту Вармінсько-Мазурського воєводства.
Населення — 328 осіб (2011).

## Демографія
Демографічна структура станом на 31 березня 2011 року:
|          | Загалом | Допрацездатний вік | Працездатний вік | Постпрацездатний вік |
| -------- | ------- | ------------------ | ---------------- | -------------------- |
| Чоловіки | 179     | 51                 | 115              | 13                   |
| Жінки    | 149     | 32                 | 92               | 25                   |
| Разом    | 328     | 83                 | 207              | 38                   |